# Evangelická fara Dolního sboru
Evangelická fara Dolního sboru ve Vsetíně se nachází u evangelického kostela Dolního sboru v Palackého ulici na návrší západně od Horního náměstí. Od 4. 8. 1994 je chráněna jako kulturní památka České republiky.

## Historie
Roku 1785 se evangelický sbor ve Vsetíně rozštěpil na Dolní a Horní sbor; členové Dolního sboru se hlásili k augsburskému vyznání.
Původní fara pocházela z konce 18. století. Roku 1881 přestavbou v romantizujícím stylu získala patro s valbovou střechou a přestupující rizality.
Budova je sídlem Farního sboru Českobratrské církve evangelické ve Vsetíně-Dolní sbor.